# Wojciech Belon
Wojciech Belon (14 tháng 3 năm 1952 tại Kwidzyn - ngày 3 tháng 5 năm 1985 tại Kraków), hay Wojtek Bellon, là một nhà thơ, nhạc sĩ và nghệ sĩ dân gian Ba Lan. Ballad được biết đến qua bài hát Majster Bieda (Master Poor) và hầu hết các tác phẩm của ông đều không được phương tiện truyền thông phát hành do chính phủ kiểm soát. Mặc dù vây, hầu hết sinh viên đại học và thanh niên Ba Lan đều học thuộc lời bài hát qua lễ hội sinh viên, qua các sự kiện âm nhạc ở Kraców năm 1974, Zielona Góra năm 1985, Busko Zdrój, Tarnów, Gdańsk. Belon là một biểu tượng cho nỗi thất vọng của giới trẻ đối với cái gọi là thế hệ đã qua thời cuối thập niên 60, 70 và đầu thập niên 80 ở Ba Lan. Các tác phẩm của ông đã truyền cảm hứng theo cách tưạ như những bài hát của Bob Dylan tại Mỹ.
Ông qua đời vào đêm 3 - 4 tháng 5 năm 1985 tại Bệnh viện lâm sàng ở Krákow (nay là Bệnh viện Đại học ở Krakow), nơi ông phải chạy thận nhân tạo. Theo Jan Hnatowicz, quyết định của bác sĩ thực hiện phẫu thuật đến muộn. Hoàn cảnh của cái chết của ông đã không được công khai trong nhiều năm, mặc dù người ta cho rằng có liên quan đến chứng nghiện rượu. Ngoài ra, từ khi còn nhỏ, nghệ sĩ đã phải vật lộn với căn bệnh thận đau đớn; chị gái ông cũng bị bệnh thận.

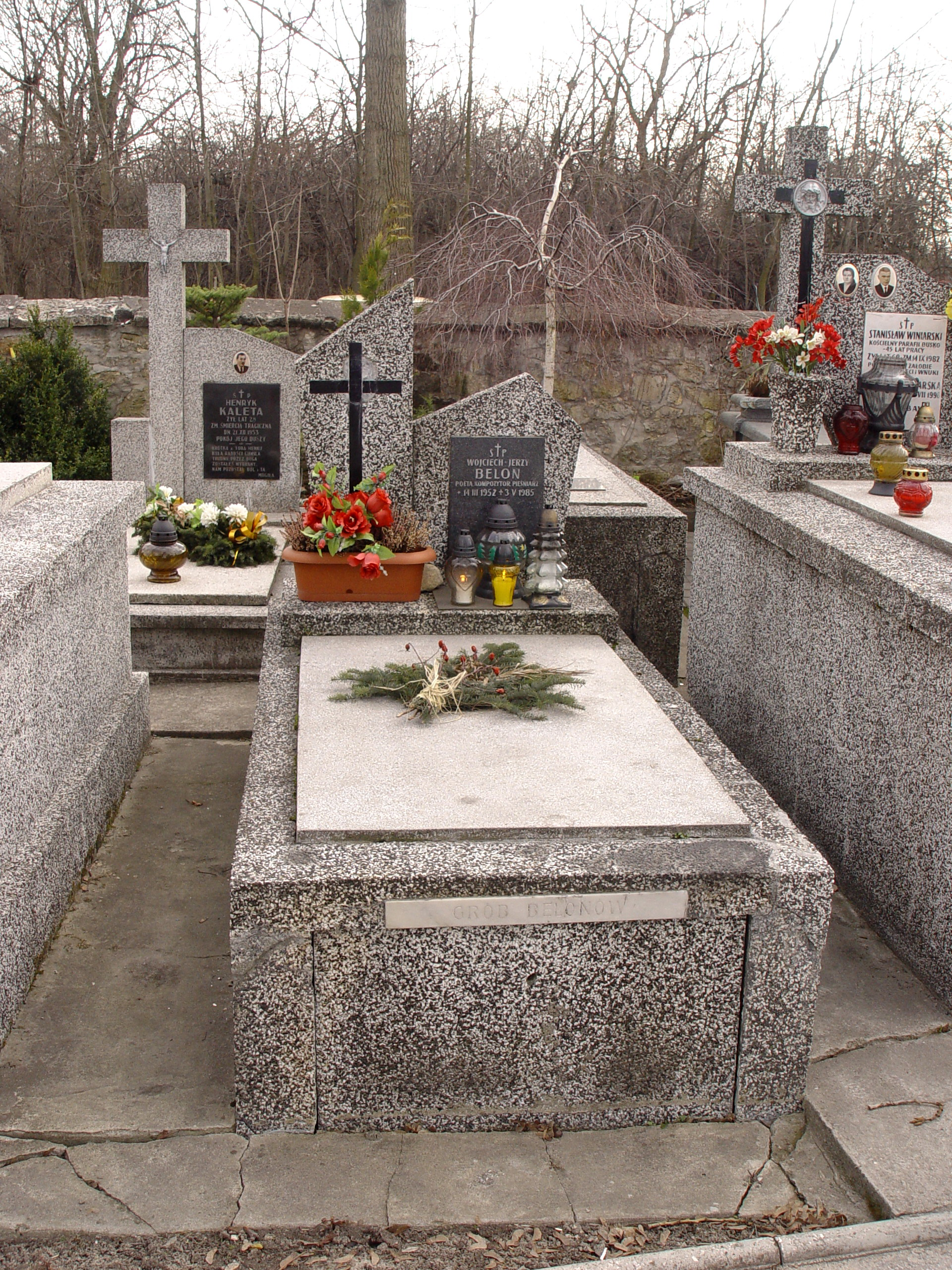
Ngôi mộ của nghệ sĩ tại nghĩa trang giáo xứ Busko (vị trí:.

## Khoản mục
- SLM Ballada Lưu trữ ngày 30 tháng 4 năm 2008 tại Wayback Machine - tiểu sử (Ba Lan)
- Stachuriada Lưu trữ ngày 30 tháng 4 năm 2008 tại Wayback Machine - thơ (tiếng Ba Lan)
- Majster Bieda (WGB) trên YouTube   - âm nhạc (ban nhạc do Belon thành lập)
- Majster Bieda (11 ADH Polana) trên YouTube   - âm nhạc (một nhóm Hướng đạo sinh)